# Bazsánt József
Bazsánt József (Budapest, 1948. május 6. –) labdarúgó, csatár.

## Pályafutása
1967-től 1968-ig volt a Kossuth KFSE (ETI, Zalka FSE) játékosa.
Ezt követően a BVSC-ben szerepelt. 1972–74-ben idényben a Vasas labdarúgója volt. Az élvonalban 1973. március 4-én mutatkozott be a Videoton ellen, ahol csapata 3–0-s győzelmet ért el. Tagja volt az ebben az idényben bronzérmes és magyar kupagyőztes csapatnak. Az élvonalban öt mérkőzésen szerepelt. 1975-től újra a BVSC játékosa volt. 1978-ban Ceglédre szerződött. 1979-ben Budaörsre távozott.

## Sikerei, díjai
- Magyar bajnokság
  - 3.: 1972–73
- Magyar kupa (MNK)
  - győztes: 1973